# 滋賀県道188号相谷原杣線
滋賀県道188号相谷原杣線（しがけんどう188ごう あいだにはらそません）は、滋賀県東近江市から蒲生郡日野町に至る一般県道である。

## 概要
東近江市永源寺相谷町から蒲生郡日野町大字杣に至る。
紅葉で有名な永源寺の近くから日野商人の蒲生郡日野町北部を結ぶ。が、東近江市と日野町境を挟んだ区間は隘路（無理すれば5ナンバーも通れなくもないが軽でも厳しい）で、かつ農作業に従事する車両も通過するため用のある車両以外の通行はお勧めできない。

### 路線データ
- 起点：東近江市永源寺相谷町（国道421号交点）
- 終点：蒲生郡日野町大字杣（滋賀県道508号中里山上日野線交点、日野東部地区広域農道起点）
- 総延長：8.7 km

## 路線状況

### 重複区間
- 滋賀県道508号中里山上日野線（東近江市永源寺高野町 - 東近江市山上町・山上小学校前交差点）
- 滋賀県道189号甲津畑山上線（東近江市甲津畑町）

### 道路施設

#### 橋梁
- 旦度橋（愛知川、東近江市）
- 紅葉橋（愛知川・和南川、東近江市）
- 和南橋（和南川、東近江市）
- 前川橋（和南川、東近江市）

## 地理

### 通過する自治体
- 滋賀県
  - 東近江市 - 蒲生郡日野町

### 交差する道路
| 交差する道路                                                  | 市町村名 | 市町村名 | 交差する場所 | 交差する場所       |
| ------------------------------------------------------------- | -------- | -------- | ------------ | ------------------ |
| 国道421号 / 八風街道                                          | 東近江市 | 東近江市 | 永源寺相谷町 | 起点               |
| 滋賀県道508号中里山上日野線 重複区間起点                      | 東近江市 | 東近江市 | 永源寺高野町 |                    |
| 国道421号 / 八風街道 滋賀県道508号中里山上日野線 重複区間終点 | 東近江市 | 東近江市 | 山上町       | 山上小学校前交差点 |
| 滋賀県道189号甲津畑山上線 重複区間起点                        | 東近江市 | 東近江市 | 甲津畑町     |                    |
| 滋賀県道189号甲津畑山上線 重複区間終点                        | 東近江市 | 東近江市 | 甲津畑町     |                    |
| 滋賀県道508号中里山上日野線 日野東部地区広域農道              | 蒲生郡   | 日野町   | 大字杣       | 終点               |

### 沿線
- 永源寺
- 高野弘法大師堂
- 永源寺幼稚園
- 湖東信用金庫 永源寺支店
- 滋賀銀行 永源寺支店
- 東近江市立山上小学校
- 八尾城跡
- 愛郷の里
- 日野ゴルフ倶楽部